# Lagoftalmo
Lagoftalmo (do grego: λαγώφθαλμος, olho de lebre; λαγώς, lagós, lebre; ὀφθαλμός, ophthalmós, olho) é a incapacidade total ou parcial da pálpebra se fechar. Durante o sono é chamado de Lagoftalmo Noturno. Pode ser uni ou bilateral.

## Etimologia
O termo lagoftalmo tem sua origem na observação de animais lagomorfos. A palavra "lagos", em grego, refere-se às lebres, enquanto "oftalmos" significa olhos. Acreditava-se que as lebres dormiam com os olhos abertos, sempre prontas a reagir, o que não é verdade. Assim, o termo "lagoftalmo" foi adaptado para descrever a dificuldade de fechar completamente as pálpebras superiores, resultando na pessoa dormindo com os olhos abertos. Além disso, o ato involuntário de piscar pode ficar comprometido a ponto de a pálpebra superior não conseguir fechar nem mesmo de forma involuntária.

## Sinais e Sintomas
São eles:
- Perda da capacidade de oclusão da pálpebra superior;
- Ausência ou falta de lubrificação do olho;
- Ardência ocular;
- Sensação de areia no olho;
- Vermelhidão e irritação ocular.

## Causas
São elas:
- Infecciosas (herpes, HIV, hanseníase, etc.);
- Secundárias à traumas;
- Iatrogênicas (sequelas de procedimentos cirúrgicos);
- Neurológicas;
- Tumores;
- Metabólicas (diabetes, hipertensão, etc.);
- Intoxicações (medicamentos, drogas, etc.);
- Idiopáticas (sem razão aparente);
- Paralisias (paralisia do nervo facial) → o nervo facial é o responsável por todo o movimento da musculatura superficial da face. Quando o nervo facial sofre algum tipo de lesão, consequentemente perde parte da sua função de estímulo de contração na musculatura facial. Com isso, uma das consequências imediatas é a dificuldade de ocluir o olho do lado da paralisia facial.

## Complicações
São elas:
- Ceratite → quando o lagoftalmo não é tratado, com o passar do tempo, a córnea é castigada pela secura advinda da lubrificação insuficiente e se machuca. Surgem lesões em forma de ranhuras conhecidas como ceratites. Segundo a Sociedade Brasileira de Cirurgia Plástica Ocular (SBCPO), “as ceratites, quando não tratadas, podem evoluir para úlceras e até perfuração do globo ocular. Em casos extremos, podem causar a perda visual e perda do globo ocular. Sequelas menores, como cicatrizes definitivas, também podem acontecer em casos mais graves ou não tratados de maneira adequada.”[2]

- Insônia → com o passar do tempo, o ressecamento e a irritação ocular se fazem sentir durante o sono, tornando-o menos reparador ou até mesmo impedindo-o que aconteça.

## Lagoftalmo e Hanseníase
A priori, é importante evidenciar a relação entre o lagoftalmo e a hanseníase. O Ministério da Saúde é enfático ao afirmar: “os processos inflamatórios ou infiltrações bacilares no nervo facial podem causar alterações na função motora, produzindo desde fraqueza muscular (paresias) até perda total da função (paralisia) da musculatura da hemiface do lado comprometido”. Portanto, devido à paralisia da metade da face, torna-se evidente que a hanseníase é um dos fatores que podem desencadear lagoftalmia. 
A posteriori, faz-se mister destacar a frequente presença do lagoftalmo nos pacientes com hanseníase.
De acordo com os dados do Ministério da Saúde, cerca de 60% dos pacientes com hanseníase apresentam alterações oftalmológicas, sendo que o lagoftalmo é uma das mais frequentes (de 15% a 22%) devido às lesões dos nervos faciais provocadas pela doença. O lagoftalmo paralítico isolado, que atinge apenas o nervo orbicular, é comumente observado em pacientes com hanseníase. Logo, é evidente que o lagoftalmo afeta frequentemente os pacientes com hanseníase.

## Tratamentos
São eles:
- Tratar a causa subjacente (no caso de intoxicações, infecções, distúrbios metabólicos, etc.);
- Cirurgia plástica ocular ou oculoplástica (cirurgia de órbita, pálpebras e vias lacrimais).